# Tú eres un extraño
Tú eres un extraño é uma telenovela mexicana, produzida pela Televisa e exibida em 1964 pelo Telesistema Mexicano.

## Elenco
- Luz María Aguilar
- Eric del Castillo
- Magda Donato
- Angelines Fernández